# Heron Ricardo Ferreira
Heron, właśc. Heron Ricardo Ferreira (ur. 28 stycznia 1958 w Rio de Janeiro) – brazylijski trener piłkarski.

## Kariera trenerska
Karierę szkoleniowca rozpoczął w 1987 roku. Trenował kluby Olaria, EC Juventude, Coritiba, Americano-RJ, Al-Hilal (Rijad), Ituano, Anápolis, Náutico, Al-Hilal (Omdurman), Ismaily, Al-Ahli (Doha), Vila Nova, Al-Merrikh and ASA..

## Sukcesy i odznaczenia

### Sukcesy trenerskie
Juventude
- mistrz Campeonato Brasileiro Série B: 1994
- mistrz Campeonato Gaúcho: 1994